# Axen (Nås socken, Dalarna)
Axen är en sjö i Vansbro kommun i Dalarna och ingår i Dalälvens huvudavrinningsområde. Sjön har en area på 0,524 kvadratkilometer och ligger 228 meter över havet.

## Delavrinningsområde
Axen ingår i det delavrinningsområde (670426-142788) som SMHI kallar för Ovan VDRID = Noret i Västerdalälvens vattendragsy*. Medelhöjden är 244 meter över havet och ytan är 23,9 kvadratkilometer. Räknas de 727 avrinningsområdena uppströms in blir den ackumulerade arean 7 682,25 kvadratkilometer. Västerdalälven som avvattnar avrinningsområdet har biflödesordning 2, vilket innebär att vattnet flödar genom totalt 2 vattendrag innan det når havet efter 286 kilometer. Avrinningsområdet består mestadels av skog (41 procent), öppen mark (12 procent) och jordbruk (19 procent). Avrinningsområdet har 1,56 kvadratkilometer vattenytor vilket ger det en sjöprocent på 7,4 procent. Bebyggelsen i området täcker en yta av 1,91 kvadratkilometer eller 9 procent av avrinningsområdet.